# Maslossojus
Maslossojus (ukrainisch Крайовий молочарський союз «Маслосоюз») war eine  ukrainische Molkereigenossenschaft. Gegründet wurde sie 1904/05 in Stryj. Ursprünglich war es ein Zweig von  Proswita als Union ruthenischer Molkereibetriebe (Союз руських молочарських спілок), bevor das Unternehmen 1907 umbenannt wurde in  Nationaler Milchzusammenschluss Maslosojuz (Крайовий молочарський союз «Маслосоюз»). Bis 1914 wurden rund 100 kleinere Molkereien vereinigt, die rund 7,5 Millionen Liter Milch von ukrainischen Bauern in Galizien verarbeiteten.
Nach dem Ersten Weltkrieg wurde die Unternehmenstätigkeit in den Grenzen der Zweiten Polnischen Republik 1924 wieder aufgenommen. Die Genossenschaft wuchs schnell und mehrere, auch ausländische, Fachkräfte wurden eingestellt. Der Umsatz betrug 1938 rund 12 Millionen Złoty. 1935 verließen 423.000 Kilogramm Butter das Unternehmen. Produkte von Maslossojus waren auf dem gesamten Territorium Polens erhältlich. In Lemberg betrieb man fünf eigene Läden. Die führende polnische Tageszeitung Ilustrowany Kurier Codzienny schrieb am 15. Januar 1937: „Die Produkte von Maslossojus sind landesweit bekannt, und der Konzern selbst kontrolliert alle Milchmärkte des ehemaligen Ostgaliziens.“
Nach der sowjetischen Besetzung Ostpolens im Jahr 1939 wurde sie zusammen mit anderen Genossenschaftsorganisationen von den sowjetischen Besatzungsbehörden liquidiert. Nach dem deutschen Angriff auf die Sowjetunion nahm die Genossenschaft unter deutscher Besatzung ihre Tätigkeit wieder auf und übernahm  alle 1939 bis 1941 zur sowjetischen „Masloprom“ zusammengeschlossenen Betriebe. Obwohl der Sitz bis 1942 Stryj war befand sich die Handelsabteilung in Lemberg.
Schließlich wurde der Maslossojus Ende 1944 von den sowjetischen Behörden, nachdem die Rote Armee wieder Lemberg eingenommen hatte, liquidiert.